# Гекони летючі
Летючі гекони (Ptychozoon) — рід геконів з підродини Справжні гекони. Має 7 видів. Інші назви «Лопатохвості гекони» та «Гекони парашутисти».

## Опис
Загальна довжина летючих геконів дорівнюється 20—23 см. Забарвленні гекони цього роду під місцевість, де вони мешкають — стовбури та кору дерев, здебільшого коричневого кольору з різними відтінками. Характерними особливостями цих геконів є здатність здійснювати стрибки на відстань до 60 м з дерева на дерево. У цьому летючим геконам допомагає будова їх кінцівок, на яких є широкі зморшки, які при польоті розтягуються як вітрила або планер. Іншою особливості будови цих тварин є хвіст у формі лопати, звідси й друга назва — лопатохвостий. Пальці геконів також мають зморшки, які оснащені широким рейками без борозен. Наділені здатністю до мімікрії, зливаються з корою дерев.

## Спосіб життя
Полюбляє тропічну лісисту місцину. Більшу частину життя проводять на деревах, по яких дуже швидко пересувається. Живуть у дуплах. Активні вночі. Харчуються комахами та дрібними безхребетними.
Це яйцекладні гекони. Самки відкладає до 2—3 досить великих яєць. Прикріплює їх до кори дерев або стінок дупла.

## Розповсюдження
Летючі гекони мешкають у Таїланді, Малайзії, Філіппінах, на островах Суматра й Калімантан, Нікобарських островах (Індія).

## Види
- Ptychozoon horsfieldii
- Ptychozoon intermedium
- Ptychozoon kuhli
- Ptychozoon lionotum
- Ptychozoon nicobarensis
- Ptychozoon rhacophorus
- Ptychozoon trinotaterra